# بول هول
بول هول (بالإنجليزية: Paul Hall)‏ (مواليد 3 يوليو 1972) هو لاعب كرة قدم. يلعب مع منتخب جامايكا لكرة القدم. سبق له أن لعب في كأس العالم لكرة القدم مع منتخب بلاده.

## روابط خارجية
- بول هول على موقع قاعدة بيانات كرة القدم.إي يو (الإنجليزية)
- بول هول على موقع ناشيونال فوتبول تيمز (الإنجليزية)
- بول هول على موقع Soccerbase.com (لاعب) (الإنجليزية)
- بول هول على موقع عالم كرة القدم.نت (الإنجليزية)